# 김정수 (1981년)
김정수(金貞洙, 1981년 11월 24일 ~ )는 대한민국의 제7·8대 서울특별시 동대문구의원이다.

## 학력
- 1997.03 ~ 2000.02 청량고등학교 졸업

### 비학위 수료
- 경희대학교 일반대학원 경영학과 마케팅 박사 과정 졸업

## 경력
- 특전사 장교 출신 (대위 전역)
- 경희대학교 경영학과 박사과정
- 서정대학교 겸임교수
- 경희대학교 경영대학원 총동문회 수석부회장
- (사)가락중앙청년회 총무부장
- 국제라이온스 협회 서울영성라이온스클럽 총무
- 더불어민주당 중앙당 부대변인
- 2016.04 ~ 2018.06 제7대 서울특별시 동대문구의회 의원
- 2016.07 ~ 2018.06 제7대 서울특별시 동대문구의회 후반기 운영위원회 부위원장
- 2016.07 ~ 2018.06 제7대 서울특별시 동대문구의회 후반기 행정기획위원회 위원
- 2018.07 ~ 2022.06 제8대 서울특별시 동대문구의회 의원
- 2018.07 ~ 2020.07 제8대 서울특별시 동대문구의회 전반기 운영위원회 위원장
- 2018.07 ~ 2020.07 제8대 서울특별시 동대문구의회 전반기 복지건설위원회 위원
- 2020.07 ~ 2022.06 제8대 서울특별시 동대문구의회 후반기 운영위원회 위원
- 2020.07 ~ 2022.06 제8대 서울특별시 동대문구의회 후반기 행정기획위원회 위원

## 수상
- 2007 ~ 2011 장관급 부대장 표창 (5회)·육군
- 2009 헌혈훈장(금장)·대한적십자 총재
- 2015.06 효행상·국제라이온스협회 총재
- 2017.09 1급 당대표 포상·더불어민주당 대표
- 2018.03 지방의정대상 서울시구의회 의장협의회

## 역대 선거 결과
|  | 57.57% |

|  | 53.87% |